# Slow Drag
Slow Drag – album studyjny amerykańskiego trębacza jazzowego Donalda Byrda, wydany z numerem katalogowym BST 84292 w 1968 roku przez Blue Note Records.

## Powstanie
Materiał na płytę został zarejestrowany 12 maja 1967 roku przez Rudy’ego Van Geldera w należącym do niego studiu (Van Gelder Studio) w Englewood Cliffs w stanie New Jersey. Produkcją albumu zajął się Alfred Lion.

## Lista utworów
Opracowano na podstawie materiału źródłowego:
Wydanie LP
Strona A
| Nr | Tytuł utworu   | Muzyka                           | Długość |
| -- | -------------- | -------------------------------- | ------- |
| 1. | „Slow Drag”    | Donald Byrd                      | 9:44    |
| 2. | „Secret Love”  | Sammy Fain, Paul Francis Webster | 3:56    |
| 3. | „Book’s Bossa” | Cedar Walton, Walter Booker      | 6:50    |
|    |                |                                  | 20:30   |

Strona B
| Nr | Tytuł utworu | Muzyka                                   | Długość |
| -- | ------------ | ---------------------------------------- | ------- |
| 1. | „Jelly Roll” | Sylvester Kyner                          | 5:19    |
| 2. | „The Loner”  | Cedar Walton, Ronnie Mathews             | 6:17    |
| 3. | „My Ideal”   | Leo Robin, Newell Chase, Richard Whiting | 6:21    |
|    |              |                                          | 17:57   |

## Twórcy
Opracowano na podstawie materiału źródłowego.
Muzycy:
- Donald Byrd – trąbka
- Sonny Red – saksofon altowy
- Cedar Walton – fortepian
- Walter Booker – kontrabas
- Billy Higgins – perkusja, recytacja w utw. A–1

Produkcja:
- Alfred Lion – produkcja muzyczna
- Rudy Van Gelder – inżynieria dźwięku
- Forlenza Venosa Associates – projekt okładki
- Charles Keddle – fotografia na okładce
- Nat Hentoff – liner notes
- Michael Cuscuna – produkcja muzyczna (reedycja z 2001)
- Bob Blumenthal – liner notes (reedycja z 2001)